# Linea Kōtoku
La linea Kōtoku (高徳線?, Kōtoku-sen) è una linea ferroviaria dell'isola dello Shikoku, in Giappone, ed è gestita dalla JR Shikoku. La ferrovia si trova lungo la costa del mare interno di Seto e unisce la prefettura di Kagawa con la prefettura di Tokushima, e in particolare i rispettivi capoluoghi, Takamatsu e Tokushima, presso le stazioni centrali dei quali sono disponibili interscambi con altre linee. Il nome della linea deriva da Takamatsu (高松?) e Tokushima (徳島?).

## Dati principali
- Operatori e distanze:
  - Shikoku Railway Company (JR Shikoku) (servizi e binari)
    - Takamatsu — Tokushima: 74,5 km
- Sezione a doppio binario: Sako – Tokushima (tratto in affiancamento con la linea Tokushima)
- Segnalamento ferroviario: Controllo centralizzato del traffico (CTC)
- Massima velocità consentita: 130 km/h

## Servizi
La linea è servita, oltre che dai treni locali, effettuanti tutte le fermate, anche dall'espresso limitato Uzushio (うずしお?), di cui due coppie provengono da Okayama, raggiunta da Takamatsu attraverso la linea Seto-Ōhashi.

## Stazioni
| Codice | Stazione                | Giapponese     | Distanza interst. | Distanza totale | Collegamenti                                                           | Binari | Posizione | Posizione     |
| ------ | ----------------------- | -------------- | ----------------- | --------------- | ---------------------------------------------------------------------- | ------ | --------- | ------------- |
| T28    | Takamatsu               | 高松           | -                 | 0.0             | Linea Yosan Linea Seto-Ōhashi Tram di Takamatsu Linea Kotoden Kotohira | ∨      | Kagawa    | Takamatsu     |
| T27    | Shōwachō                | 昭和町         | 1.5               | 1.5             |                                                                        | ｜     | Kagawa    | Takamatsu     |
| T26    | Ritsurin-Kōen-Kitaguchi | 栗林公園北口   | 1.7               | 3.2             |                                                                        | ｜     | Kagawa    | Takamatsu     |
| T25    | Ritsurin                | 栗林           | 1.1               | 4.3             |                                                                        | ◇      | Kagawa    | Takamatsu     |
| T24    | Kitachō                 | 木太町         | 2.4               | 6.7             |                                                                        | ｜     | Kagawa    | Takamatsu     |
| T23    | Yashima                 | 屋島           | 2.8               | 9.5             |                                                                        | ◇      | Kagawa    | Takamatsu     |
| T22    | Furutakamatsu-Minami    | 古高松南       | 1.3               | 10.8            |                                                                        | ｜     | Kagawa    | Takamatsu     |
| T21    | Yakuriguchi             | 八栗口         | 1.5               | 12.3            |                                                                        | ◇      | Kagawa    | Takamatsu     |
| T20    | Sanuki-Mure             | 讃岐牟礼       | 1.1               | 13.4            | Linea Kotoden Shido                                                    | ｜     | Kagawa    | Takamatsu     |
| T19    | Shido                   | 志度           | 2.9               | 16.3            | Linea Kotoden Shido                                                    | ◇      | Kagawa    | Sanuki        |
| T18    | Orange Town             | オレンジタウン | 2.6               | 18.9            |                                                                        | ◇      | Kagawa    | Sanuki        |
| T17    | Zōda                    | 造田           | 2.4               | 21.3            |                                                                        | ◇      | Kagawa    | Sanuki        |
| T16    | Kanzaki                 | 神前           | 2.1               | 23.4            |                                                                        | ｜     | Kagawa    | Sanuki        |
| T15    | Sanuki-Tsuda            | 讃岐津田       | 4.3               | 27.7            |                                                                        | ◇      | Kagawa    | Sanuki        |
| T14    | Tsuruwa                 | 鶴羽           | 2.7               | 30.4            |                                                                        | ◇      | Kagawa    | Sanuki        |
| T13    | Nibu                    | 丹生           | 4.0               | 34.4            |                                                                        | ◇      | Kagawa    | Higashikawaga |
| T12    | Sanbonmatsu             | 三本松         | 3.2               | 37.6            |                                                                        | ◇      | Kagawa    | Higashikawaga |
| T11    | Sanuki-Shirotori        | 讃岐白鳥       | 3.1               | 40.7            |                                                                        | ◇      | Kagawa    | Higashikawaga |
| T10    | Hiketa                  | 引田           | 4.4               | 45.1            |                                                                        | ◇      | Kagawa    | Higashikawaga |
| T09    | Sanuki-Aioi             | 讃岐相生       | 2.5               | 47.6            |                                                                        | ◇      | Kagawa    | Higashikawaga |
| T08    | Awa-Ōmiya               | 阿波大宮       | 5.6               | 53.2            |                                                                        | ◇      | Tokushima | Itano         |
| T07    | Itano                   | 板野           | 4.8               | 58.0            |                                                                        | ◇      | Tokushima | Itano         |
| T06    | Awa-Kawabata            | 阿波川端       | 1.8               | 59.8            |                                                                        | ｜     | Tokushima | Itano         |
| T05    | Bandō                   | 板東           | 2.3               | 62.1            |                                                                        | ◇      | Tokushima | Naruto        |
| T04    | Ikenotani               | 池谷           | 2.1               | 64.2            | Linea Naruto                                                           | ◇      | Tokushima | Naruto        |
| T03    | Shōzui                  | 勝瑞           | 2.7               | 66.9            |                                                                        | ◇      | Tokushima | Aizumi Itano  |
| T02    | Yoshinari               | 吉成           | 1.3               | 68.2            |                                                                        | ◇      | Tokushima | Tokushima     |
| T01    | Sako                    | 佐古           | 4.9               | 73.1            | Linea Tokushima                                                        | ∧      | Tokushima | Tokushima     |
| T00    | Tokushima               | 徳島           | 1.4               | 74.5            | Linea Mugi                                                             | ∨      | Tokushima | Tokushima     |